# Стіло
Стіло (італ. Stilo, сиц. Stilu) — муніципалітет в Італії, у регіоні Калабрія,  метрополійне місто Реджо-Калабрія‎.
Стіло розташоване на відстані близько 510 км на південний схід від Рима, 50 км на південь від Катандзаро, 85 км на північний схід від Реджо-Калабрії.
Населення — 2610 осіб (2014).
Щорічний фестиваль відбувається 23 квітня. Покровитель — святий Юрій.

## Демографія
Населення за роками:

Станом на 1 січня 2023 року в муніципалітеті офіційно проживали 23 іноземці з 10 країн, серед них 12 громадян країн Євросоюзу та 4 громадяни України.

## Сусідні муніципалітети
- Бівонджі
- Броньятуро
- Каміні
- Гуардавалле
- Монастераче
- Монджана
- Нардодіпаче
- Паццано
- Серра-Сан-Бруно
- Спадола
- Стіньяно